# Funktionale Pragmatik
Funktionale Pragmatik (FP) ist ein sprachtheoretischer Ansatz, der aufbauend auf dem Feldbegriff von Karl Bühler von den kommunikativen Funktionen von Sprache ausgehend, die als gesellschaftlich-zweckhafte Funktionen interpretiert werden, eine sprachübergreifende Grammatikdarstellung entwickelt. Die Funktionale Pragmatik als empirische und hermeneutische Theorie geht von einem Fünffeldermodell aus. Begründet wurde sie von Konrad Ehlich und Jochen Rehbein, beteiligt an der Weiterentwicklung sind (u. a.) Angelika Redder und Gabriele Graefen.

## Basiskategorie: sprachliches Handeln
Sprache wird in der FP als eine Form von Handeln aufgefasst. Zentrale Kategorien für sprachliches Handeln sind:
- Die geschichtlichen Grundlagen des sprachlichen Handelns, nicht nur in der Lexik
- (sprachliches) Handeln ist verbunden mit Interaktion, d. h. Handeln ist kooperativ angelegt
- Sprachliches Handeln vollzieht individuelle Ziele und ist eingebettet in gesellschaftliche Zwecke, in Gruppen oder Institutionen

Kommunikation:
ist eine spezifische Form der Interaktion, in der 4 Komponenten zusammenwirken: Eine außersprachliche Situation (P), sprachliche Zeichen (p), ein (oder mehrere) Sprecher (auch Schreiber) und ein (oder mehrere) Hörer (auch Leser).

## Ebenen des sprachlichen Handelns

### Prozedur
Die Prozedur ist die kleinste Handlungseinheit, die sich etwa in Ellipsen, deiktischen, expeditiven (=lenkenden, siehe unten: 5 Felder) oder back-channel (Hörersignalen) vollzieht. Eine Prozedur hat nicht unbedingt eine (bestimmbare) Illokution. Ein Beispiel wäre der Ausruf „Feuer“, bei einem Brand.

### Sprachhandlung
Eine Sprachhandlung besteht aus mehreren Prozeduren (Sprechen, Schreiben, Hören und Lesen), von einem oder mehreren Sprechern und Hörern.

### Diskurs/Text
Bei einem Diskurs handelt es sich um eine Sprechsituation, ein Text ist eine „zerdehnte Sprechsituation“. Sowohl Text als auch Diskurs sind Verknüpfungen von Sprachhandlungen.

## Fünf Felder
Hinweis: die grammatischen Termini und Beispiele beziehen sich hier auf die deutsche Sprache.

### Zeigfeld („Deixis“)
Ein schon bei Bühler vorhandenes Feld, das bewirkt, dass der Sprecher den Hörer (oder die Hörer) veranlasst die Aufmerksamkeit auf etwas zu richten (“dort”). Auch die Personalpronomen 1. und 2. Person (Singular und Plural) vollziehen eine deiktische Prozedur. Auch der Tempusgebrauch kann (je nach Situation) eine deiktische Ebene haben: Präsens drückt Nähe aus und Präteritum Distanz.

### Symbolfeld
Auch dieses Feld ist bei Bühler vorhanden, wird in der Funktionalen Pragmatik aber enger gefasst. Das Symbolfeld bedeutet eine nennende Prozedur. Hier finden sich die traditionellen Inhaltswörter, ein Substantiv benennt einen Gegenstand, ein Verb eine Tätigkeit und ein Adjektiv eine Eigenschaft. In der Semantik wird dieser Vorgang “Referenz” genannt. Die Funktionale Pragmatik sieht darin hingegen eine mentale Leistung, der Sprecher aktiviert beim Hörer entsprechendes Wissen, durch einen nennenden Verweis auf ein Symbol (oft ein Wort, aber auch Wendungen, Funktionsverbgefüge sind möglich).

### Operatives Feld
Hier geht es um Wissensbearbeitung. Sprachliches Wissen wird mit anderem sprachlichem Wissen in Verbindung gebracht (Fokuskonnektivität). Die Konjunktion „weil“ bedeutet etwa die kausale Verbindung von sprachlichen Wissenseinheiten. Zu diesem Feld zählen etwa Personalpronomen der dritten Person (Singular oder Plural, „Sie“ kann allerdings auch deiktische Prozedur vollziehen), Artikel, Adverbien, Negationswörter, aber auch die Wortstellung, Satzintonation und viele Partikeln. Sowohl Adverbien als auch Partikel sind aber in der traditionellen Wortartenlehre schwer zuzuordnen. Sie werden in der Funktionalen Pragmatik nach ihrer kommunikativen Funktion (Prozedur) verschiedenen Feldern zugeordnet.

### Lenkfeld (expeditives Feld)
Dies sind die Mittel der sprachlichen Kontaktierung eines Hörers und der direkten Handlungsbeeinflussung. Hierunter fallen etwa die Imperativformen (im Sinne der Imperativendungen der Verben) oder die direkten Anreden („Hey Sie da!“) und Interjektionen.

### Malfeld (expressives Feld)
Hier geht es um Ausdruck von Stimmungen und Atmosphäre. Im Deutschen wird dies hauptsächlich durch die Betonung zum Ausdruck gebracht.

## Konsequenzen der Theorie

### Vorteile
- Da die Funktionale Pragmatik konsequent vom sprachlichen Handeln ausgeht, kann im (frühen) Sprachunterricht auch von intuitiven Fragestellungen ausgegangen werden. (Warum sagt man das?)
- Viele Probleme der Wortartenzuordnung, besonders in den problematischen Kategorien Adverb und Partikel können vermieden werden.[2]
- Eine sprachliche Feldtheorie ist auch für Sprachen geeignet, bei denen einzelne Wörter schwer zu identifizieren sind.

### Nachteil(e)
Die traditionellen Wortarten müssen umfokussiert werden. Dies ist ein großer Umlernprozess für die, die mit den jetzigen Wortarteneinteilungen vertraut sind. Die traditionellen Wortarten können allerdings mit der Funktionalen Pragmatik kombiniert werden, wie dies auch hier zu argumentativen Zwecken geschehen ist.